# دریاچه دو ورنی
دریاچه دو ورنی (به فرانسوی: Lac du Verney) یک مخزن سد در فرانسه است که در فرانسه واقع شده‌است.